# 14911 Fukamatsu
14911 Fukamatsu è un asteroide della fascia principale. Scoperto nel 1993, presenta un'orbita caratterizzata da un semiasse maggiore pari a 2,5312246 UA e da un'eccentricità di 0,2024336, inclinata di 14,13982° rispetto all'eclittica.